# Kostel svatého Jiří (Mořkov)
Kostel svatého Jiří v Mořkově je sakrální objekt poprvé zmiňovaný v roce 1587. Hlavní oltář kostela pochází z roku 1667 a k jeho obnovení došlo v roce 1833. Kostel samotný byl do současné podoby přestavěn v roce 1878. Kostel patří do Mořkovské farnosti a jsou v něm pravidelně slouženy bohoslužby.